# Conferência Sul da Liga Nacional de Futebol Americano de 2016
A Conferência Sul é uma das quatro conferências da Liga Nacional de Futebol Americano de 2016. As duas melhores equipes classificam-se para a fase de Playoffs. As duas equipes classificadas se enfrentam nas quartas de final.

## Classificação
Classificados para os playoffs estão marcados em verde.
| Pos | Times                     | V | E | D | PCT   | PF  | PS  | SP   |
| --- | ------------------------- | - | - | - | ----- | --- | --- | ---- |
| 1   | Redlions Football         | 4 | 0 | 0 | 1.000 | 167 | 25  | 142  |
| 2   | Santa Maria Soldiers      | 4 | 0 | 0 | 1.000 | 165 | 6   | 159  |
| 3   | Joinville Gladiators      | 3 | 0 | 1 | .750  | 107 | 62  | 45   |
| 4   | Santa Cruz do Sul Chacais | 1 | 0 | 3 | .250  | 73  | 85  | -12  |
| 5   | Bento Gonçalves Snakes    | 1 | 0 | 3 | .250  | 56  | 138 | -82  |
| 6   | Porto Alegre Pumpkins     | 1 | 0 | 3 | .250  | 35  | 166 | -131 |
| 7   | Curitiba Lions            | 0 | 0 | 4 | .000  | 25  | 146 | -121 |

#### Resultados
Primeira Rodada
| 16 de julho 14:00 UTC -3 | Relatório | Santa Maria Soldiers | 30–00 | Porto Alegre Pumpkins |  | Estádio Presidente Vargas, Santa Maria-RS |  |

| 17 de julho 14:30 UTC -3 | Relatório | Redlions Football | 20–12 | Joinville Gladiators |  | Caldeirão do Itaum, Joinville-SC |  |

| 24 de julho 14:00 UTC -3 | Relatório | Santa Cruz do Sul Chacais | 37–28 | Bento Gonçalves Snakes |  | Estádio dos Plátanos, Santa Cruz do Sul-RS |  |

Segunda Rodada
| 7 de agosto 14:00 UTC -3 |  | Santa Cruz do Sul Chacais | 19–22 | Porto Alegre Pumpkins |  | Estádio dos Plátanos, Santa Cruz do Sul-RS |  |

| 7 de agosto 14:30 UTC -3 |  | Joinville Gladiators | 41–07 | Curitiba Lions |  | Grêmio Whirlpool, Joinville-SC |  |

| 14 de agosto 14:00 UTC -3 |  | Bento Gonçalves Snakes | 00–50 | Santa Maria Soldiers |  | Estádio da Montanha, Bento Gonçalves-RS |  |

Terceira Rodada
| 27 de agosto 14:00 UTC -3 | Relatório | Porto Alegre Pumpkins | 07–49 | Redlions Football |  | Parque Esportivo da PUC, Porto Alegre-RS |  |

| 28 de agosto 14:00 UTC -3 |  | Santa Maria Soldiers | 17–00 | Santa Cruz do Sul Chacais |  | Estádio Presidente Vargas, Santa Maria-RS |  |

| 4 de setembro 14:00 UTC -3 | Relatório | Bento Gonçalves Snakes | 22–00 | Curitiba Lions |  | Estádio da Montanha, Bento Gonçalves-RS |  |

Quarta Rodada
| 17 de setembro 14:30 UTC -3 | Relatório | Joinville Gladiators | 18–17 | Santa Cruz do Sul Chacais |  | Grêmio Whirlpool, Joinville-SC |  |

| 18 de setembro 14:00 UTC -3 |  | Curitiba Lions | 00–47 | Redlions Football |  | Complexo Esportivo Brown Spiders, Curitiba-PR |  |

Quinta Rodada
| 9 de setembro 14:00 UTC -3 |  | Porto Alegre Pumpkins | 06–68 | Santa Maria Soldiers |  | Estádio do Grêmio Esportivo Nacional, São Leopoldo-RS |  |

| 9 de setembro 14:00 UTC -3 |  | Redlions Football | 51–06 | Bento Gonçalves Snakes |  | Caldeirão do Itaum, Joinville-SC |  |

| 16 de outubro 14:00 UTC -3 |  | Curitiba Lions | 18–36 | Joinville Gladiators |  | Complexo Esportivo Brown Spiders, Curitiba-PR |  |

## Ligação externa
- Classificação no Futebol Americano Brasil